# Ruy Trindade
Ruy Dias Trindade, mais conhecido apenas Ruy Trindade (Paripiranga, 15 de outubro de 1926 — Salvador, 12 de março de 2013) foi um  magistrado brasileiro, que ficou conhecido em 1994 por assumir interinamente o Governo do Estado da Bahia.

## Biografia
Formou-se na Faculdade de Direito de Sergipe em 1956. Especializou-se em Direito Criminal no período de 1957 até 1959.
Em 1975, já em Salvador, ingressou na 1ª. Vara de Assistência Judiciária. Dois anos mais tarde, no dia 4 de agosto de 1977, assumiu também o cargo de Juiz de Direito da Vara de Acidentes do Trabalho e Registros Públicos. Por decreto de 10 de outubro de 1978, foi transferido, a pedido, para a 1ª. Vara de Família, Sucessões, Órfãos, Interditos e Ausentes, permutado quatro anos depois, para a 15ª. Vara dos Feitos Criminais, Distrital de Amaralina-Pituba. Ainda em 1982 foi promovido, por merecimento, ao cargo de Desembargador do Tribunal de Justiça.
Eleito Presidente do Tribunal Regional Eleitoral para o biênio 1984 até 1986, em sessão extraordinária do dia 3 de maio de 1984. Em 1986, realizou o recadastramento de eleitores na Bahia, provocando profundas modificações na estrutura da Justiça Eleitoral da Bahia. Foi reeleito para mais um biênio.
Vice-presidente do Tribunal de Justiça no biênio 1992 até 1994, tendo como Presidente o Desembargador Paulo Furtado.
O desembargador Ruy Trindade era o presidente do Tribunal de Justiça da Bahia, quando Paulo Souto deixou o cargo, com a renúncia do então governador Antônio Carlos Magalhães, a fim de concorrer ao Senado.
Governou a Bahia em 2 de abril até 2 de maio de 1994.
Alinhado à política carlista, que o apadrinhara na carreira do judiciário baiano, Ruy Trindade não operou alterações no quadro administrativo, mantendo inalterado o secretariado, e transmitindo o cargo para seu sucessor, também da mesma corrente política, tendo ocupado o posto por alguns meses.
Morreu no dia  12 de março de 2013 em Salvador aos 86 anos.